# Dissay
Dissay település Franciaországban, Vienne megyében. Lakosainak száma 3143 fő (2022. január 1.). Dissay Bonneuil-Matours, Saint-Georges-lès-Baillargeaux, Beaumont Saint-Cyr és Jaunay-Marigny községekkel határos.

## Népesség
A település népességének változása:
| Lakosok száma | 3153 | 3218 | 3274 | 3233 | 3236 | 3255 | 3264 | 3185 | 3143 |
|               | 2013 | 2015 | 2016 | 2017 | 2018 | 2019 | 2020 | 2021 | 2022 |